# Гребе, Карл
Карл Гре́бе (нем. Carl Graebe; 24 февраля 1841, Франкфурт-на-Майне — 19 января 1927, там же) — немецкий химик-органик.

## Биография
Карл Гребе родился 24 февраля 1841 года во Франкфурте-на-Майне. Учился в технической школе во Франкфурте, Технологическом институте Карлсруэ и в Гейдельберге. Позже работал в химической компании Meister Lucius und Brüning, где контролировал производство фуксина и исследовал фиолетовые красители, изготовляемые из йода. Работа с иодом привела к возникновению у него глазной болезни, ввиду чего он вернулся в академические круги.
Под руководством Роберта Вильгельма Бунзена получил докторскую степень в Гейдельбергском университете в 1862 году. В 1868 году он хабилитировался и стал профессором в Лейпциге. В 1870 году был назначен профессором Кёнигсбергского университета. В 1878 году получил ту же должность в Женевском университете, где работал до 1906 года.
В 1869 году синтезировал совместно с Карлом Либерманом ализарин, что позволило перейти к промышленному производству красителей на его основе и привело к прекращению выращивания марены. В 1870—1873 годах синтезировал и исследовал вещества фенантрен, карбазол и акридин, выделенные им из каменноугольной смолы. В 1920 году опубликовал обширное сочинение по истории органической химии в 1770—1880 годах, продолженное П. Вальденом.
Карл Гребе умер 19 января 1927 года в родном городе.